# Чемпионат Молдовы по шоссейному велоспорту
Чемпионат Молдавии по шоссейному велоспорту — национальный чемпионат Молдавии по шоссейному велоспорту. За победу в дисциплинах присуждается майка в цветах национального флага (на илл.).

## Призёры

### Мужчины. Групповая гонка.
| Год  | Золото                | Серебро            | Бронза            |
| ---- | --------------------- | ------------------ | ----------------- |
| 1997 | Руслан Иванов         | Игорь Бончуков     | Игорь Пугач       |
| 1998 | Руслан Иванов (2)     | Игорь Бончуков     | Алексей Назаренко |
| 1999 | Игорь Пугач           | Дмитрий Чудаков    | Артём Сараев      |
| 2000 | Руслан Иванов (3)     | Игорь Пугач        | Игорь Бончуков    |
| 2001 | Игорь Бончуков        | Игорь Пугач        | Руслан Иванов     |
| 2002 |                       |                    |                   |
| 2003 |                       |                    |                   |
| 2004 |                       |                    |                   |
| 2005 |                       |                    |                   |
| 2006 |                       |                    |                   |
| 2007 | Олег Бедрос           | Сергей Катан       | Александр Брайко  |
| 2008 | Александр Плюшкин     | Сергей Чобан       | Олег Бедрос       |
| 2009 | Олег Бедрос (2)       | Александр Брайко   | Сергей Катан      |
| 2010 | Александр Плюшкин (2) | Александр Брайко   | Сергей Цветков    |
| 2011 | Александр Плюшкин (3) | Олег Бедрос        | Сергей Чобан      |
| 2012 | Александр Плюшкин (4) | Сергей Чобан       | Александр Брайко  |
| 2013 | Александр Брайко      | Сергей Чобан       | Вячеслав Верчук   |
| 2014 | Сергей Чобан          | Александр Брайко   | Кристиан Раиляну  |
| 2015 | Максим Руснак         | Кристиан Раиляну   | Никита Лунин      |
| 2016 | Кристиан Раиляну      | Максим Руснак      | —                 |
| 2017 | Николай Тановицкий    | Максим Руснак      | Кристиан Раиляну  |
| 2018 | Максим Руснак         | Николай Тановицкий | Кристиан Раиляну  |
| 2019 | Кристиан Раиляну      | Андрей Врабий      | Андрей Собенников |

### Мужчины. Индивидуальная гонка.
| Год  | Золото             | Серебро           | Бронза              |
| ---- | ------------------ | ----------------- | ------------------- |
| 1997 | Руслан Иванов      | Игорь Бончуков    | Игорь Пугач         |
| 1998 | Руслан Иванов (2)  | Алексей Назаренко | Игорь Москалев      |
| 1999 | Игорь Пугач        | Игорь Бончуков    | Артём Сараев        |
| 2000 | Игорь Пугач (2)    | Игорь Бончуков    | Сергей Смирнов      |
| 2001 | Игорь Пугач (3)    | Руслан Иванов     | Игорь Бончуков      |
| 2002 |                    |                   |                     |
| 2003 |                    |                   |                     |
| 2004 |                    |                   |                     |
| 2005 |                    |                   |                     |
| 2006 |                    |                   |                     |
| 2007 | Сергей Цветков     | Олег Бедрос       | Сергей Катан        |
| 2008 | Сергей Чобан       | Виктор Миронов    | Сергей Цветков      |
| 2009 | Сергей Цветков (2) | Сергей Катан      | Олег Бедрос         |
| 2010 | Сергей Чобан (2)   | Сергей Цветков    | Михаил Гак          |
| 2011 | Сергей Чобан (3)   | Евгений Козонак   | Виктор Миронов      |
| 2012 | Сергей Чобан (4)   | Михаил Гак        | Николай Тановицкий  |
| 2013 | Сергей Чобан (5)   | Александр Брайко  | Вячеслав Верчук     |
| 2014 | Сергей Чобан (6)   | Кристиан Раиляну  | Николай Тановицкий  |
| 2015 | Максим Руснак      | Андрей Ковальчук  | Кристиан Раиляну    |
| 2016 | Максим Руснак (2)  | Андрей Врабий     | Владислав Забавский |
| 2017 | Николай Тановицкий | Максим Руснак     | Андрей Врабий       |
| 2018 | Николай Тановицкий | Андрей Врабий     | Максим Руснак       |
| 2019 | Кристиан Раиляну   | Андрей Врабий     | Андрей Ковальчук    |